# Canon EF 135 мм

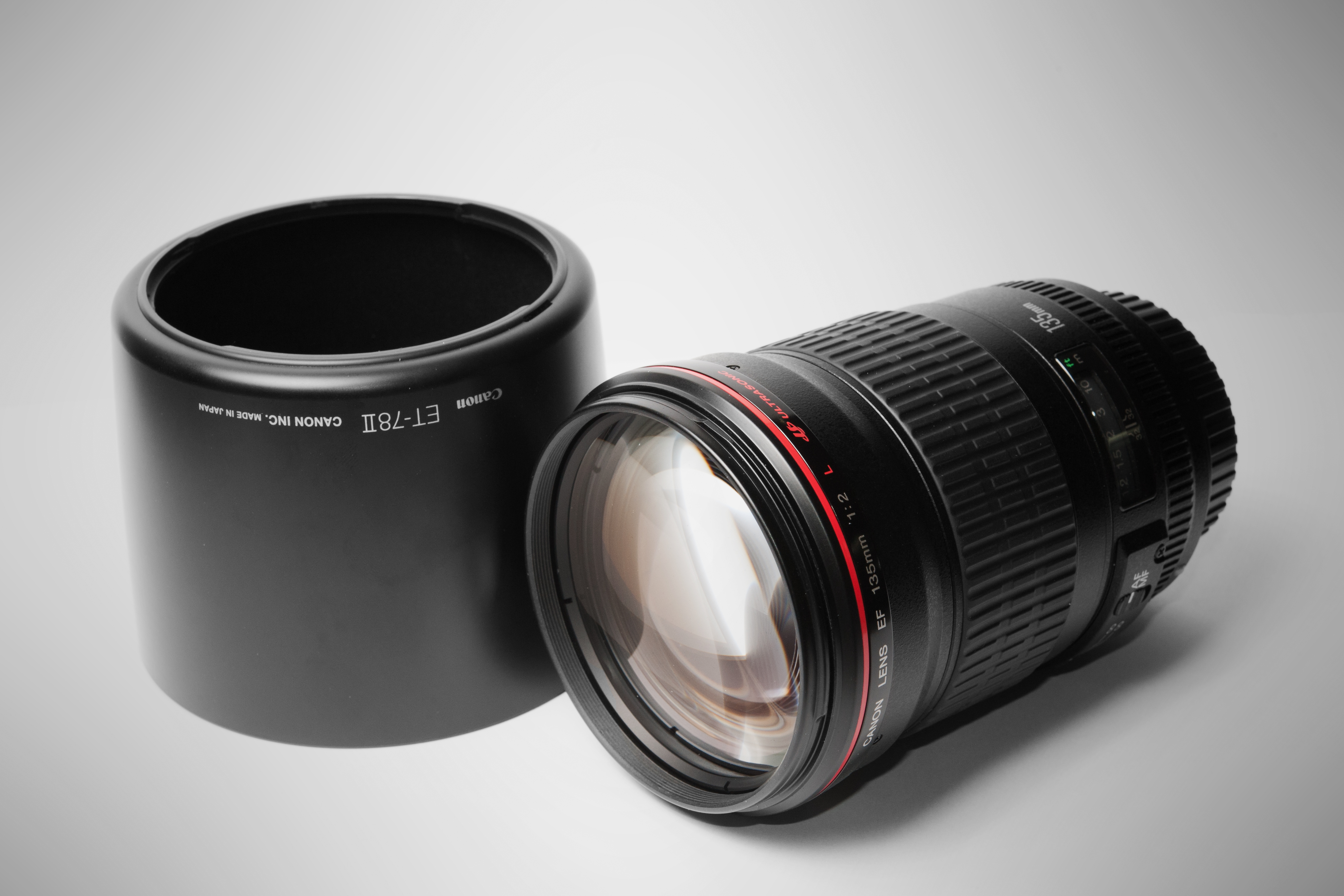
Canon EF 135 mm f/2L USM и бленда ET-78II

Canon EF 135 mm f/2L USM — фотографический объектив с фиксированным фокусным расстоянием, выпущенный компанией Canon. Данный объектив относится к L-серии и имеет ультразвуковой привод автофокусировки (USM).

## Описание
Canon EF 135 mm f/2L USM является объективом высокого класса и в основном используется опытными и профессиональными фотографами для съемок портретов, спортивных событий или съёмки при недостаточном освещении. Объектив отличается глубоким высоким контрастом, цветопередачей и резкостью, присущими всем объективам L-серии. Оснащен уплотнением для защиты от пыли и воды, однако водонепроницаемым полностью не является. Оптическая система включает в себя 8-лепестковую диафрагму, отверстие которой остается почти круглым при изменении относительного отверстия от 1:2 до 1:5,6, при этом улучшается размытие фона вне зоны фокуса. В оптической конструкции объектива используется линза UD (со сверхнизкой дисперсией), которая компенсирует хроматические аберрации, возникающие при съёмке с наименьшим фокусным расстоянием, а также покрытие «Super Spectra» для минимизации световых отражений от самих линз в объективе. Минимальная дистанция фокусировки — 0,9 м, однако существует специальный ползунок переключения минимальной дистанции от 1,6 м до бесконечности. В комплекте поставляется с блендой ET-783II и мягким чехлом LP1219.

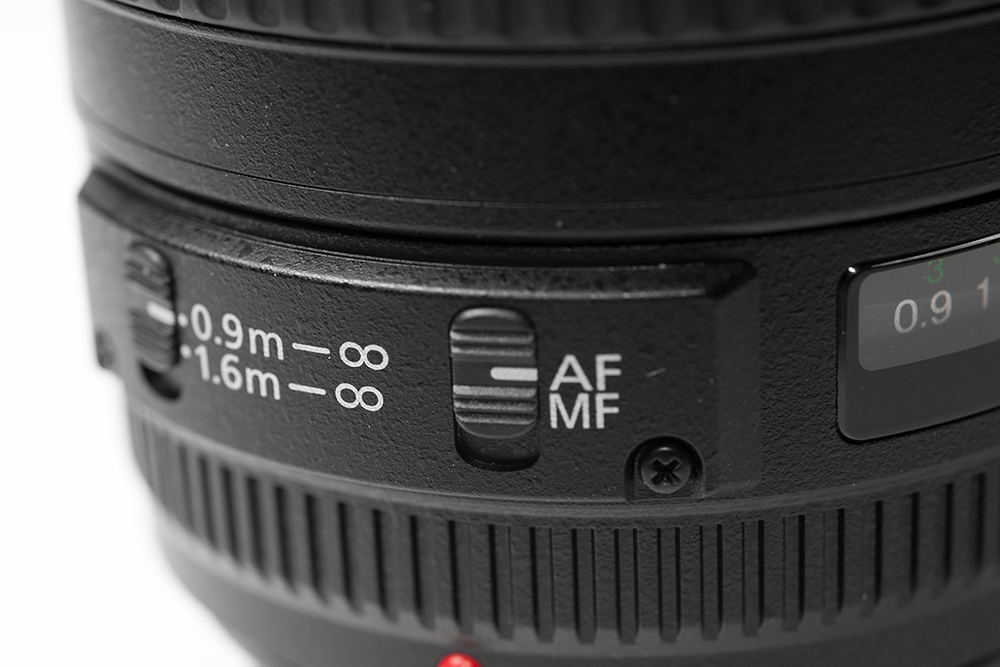
Ползунки фокусировки

## Отзывы

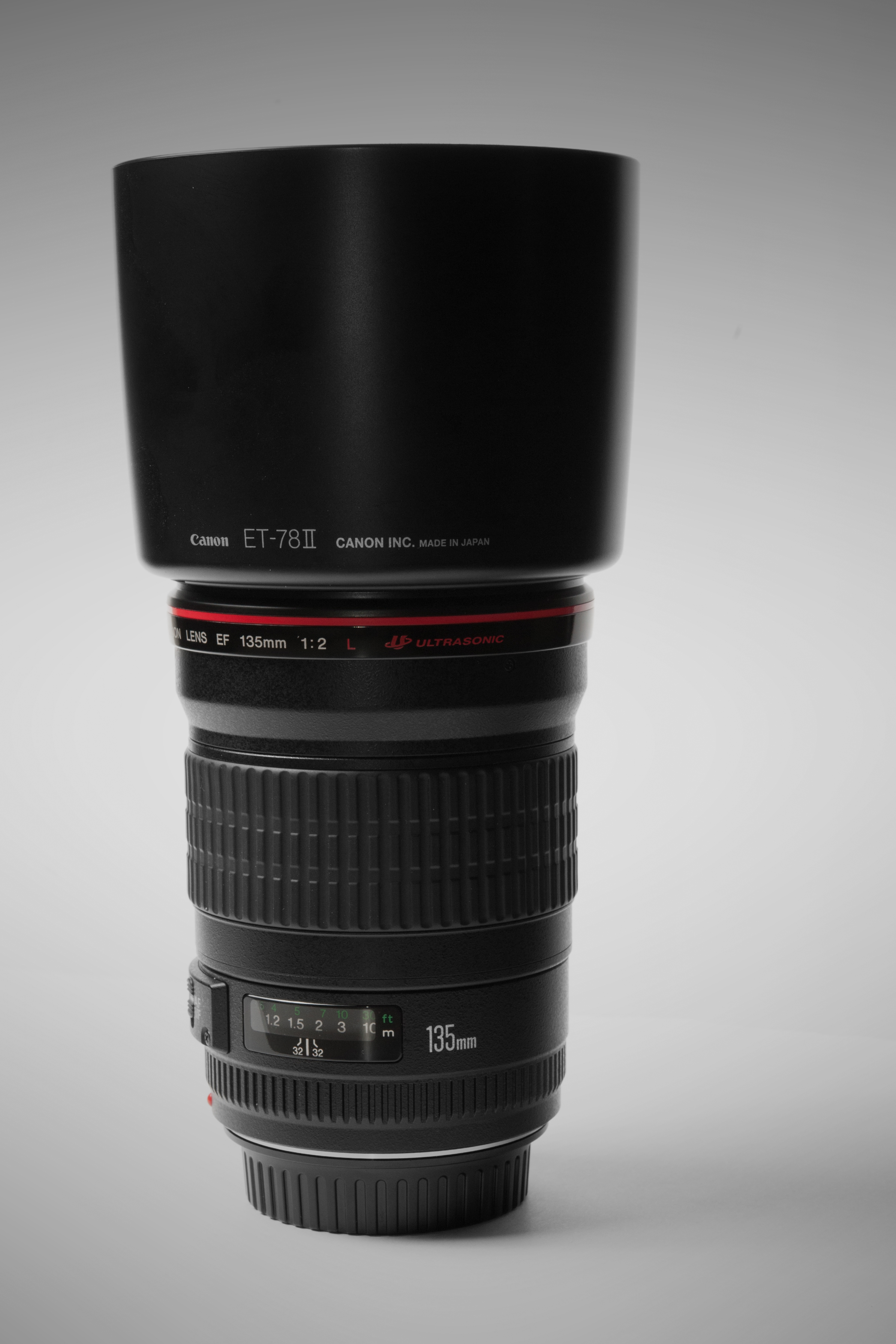
С блендой

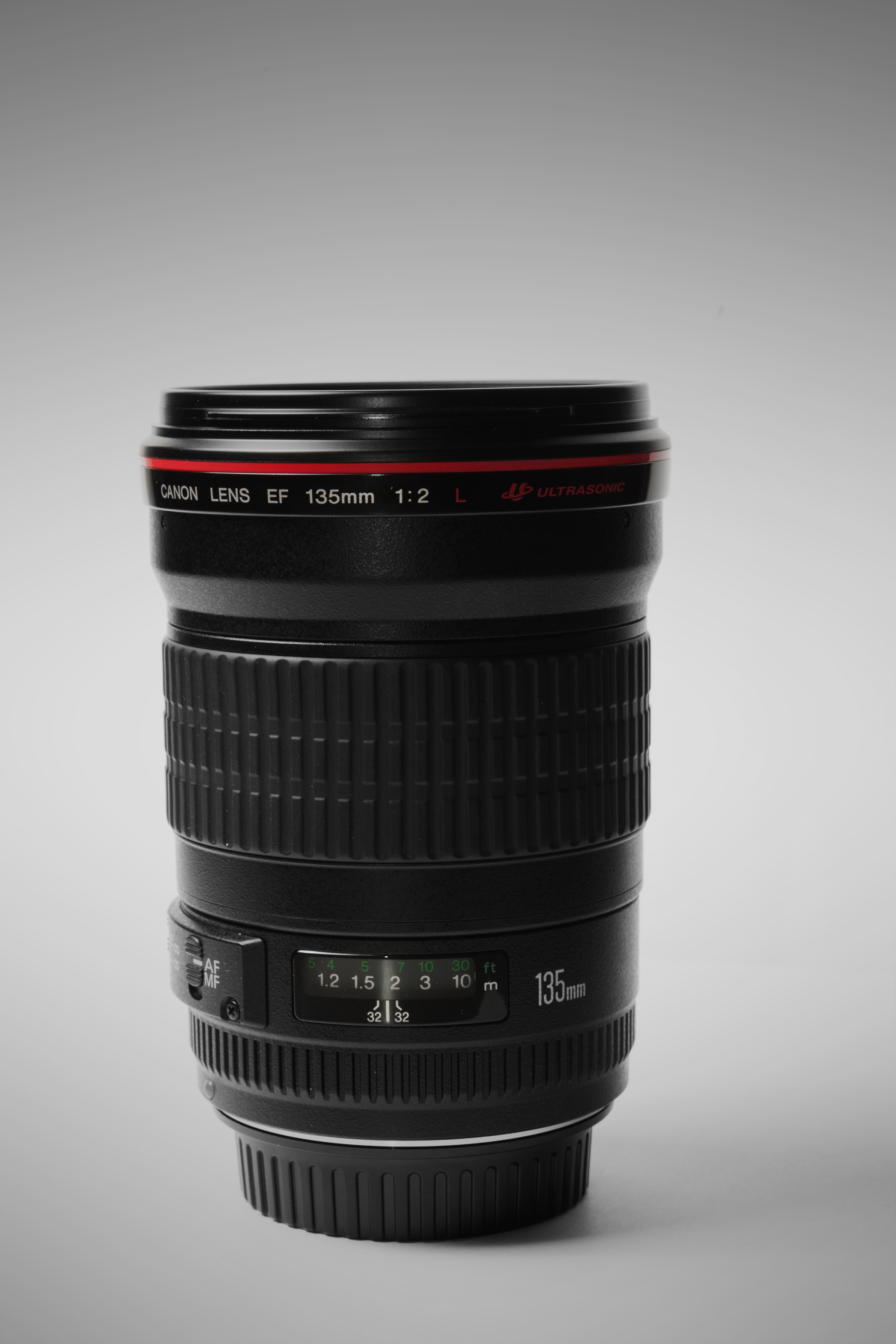
Без бленды

Будучи профессиональным объективом с высоким результатом, многие из пользователей считают, что этот объектив незаменим и обязательно должен находиться в их арсенале. Прочная конструкция позволяет сохранить работоспособность в жестких условиях дождя, тумана, песчаной бури или мороза. Крепок, монолитен, нет трясущихся или люфтящих частей. Отмечается великолепнейшая резкость, свойственная только фиксированной оптике. Автофокус работает быстро, ограничение диапазона фокуса помогает при фокусировке на дальние расстояния сэкономить заряд батареи фотоаппарата.

## Технические характеристики
- Угол поля зрения (по горизонтали, по вертикали, по диагонали): 15°, 10°, 18°.
- Конструкция объектива (элементы/группы): 10/8
- Число лепестков диафрагмы: 8
- Минимальная диафрагма: 32
- Минимальное расстояние фокусировки (м): 0.9
- Максимальное увеличение : 0,19×
- Диаметр фильтра (мм): 72
- Макс. диаметр × длина (мм): 82,5 × 112
- Вес (г): 750
- Крышка объектива: E-72U / E-72II